# 144. østlige længdekreds
Den 144. østlige længdekreds (eller 144 grader østlig længde) er en længdekreds, der ligger 144 grader øst for nulmeridianen. Den løber gennem Ishavet, Asien, Stillehavet, Australasien, det Indiske Ocean, det Sydlige Ishav og Antarktis.